# Старий Тяжин
Старий Тя́жин (рос. Старый Тяжин) — село у складі Тяжинського округу Кемеровської області, Росія.

## Населення
Населення — 262 особи (2010; 367 у 2002).
Національний склад (станом на 2002 рік):
- росіяни — 96 %